# مخاط بویایی

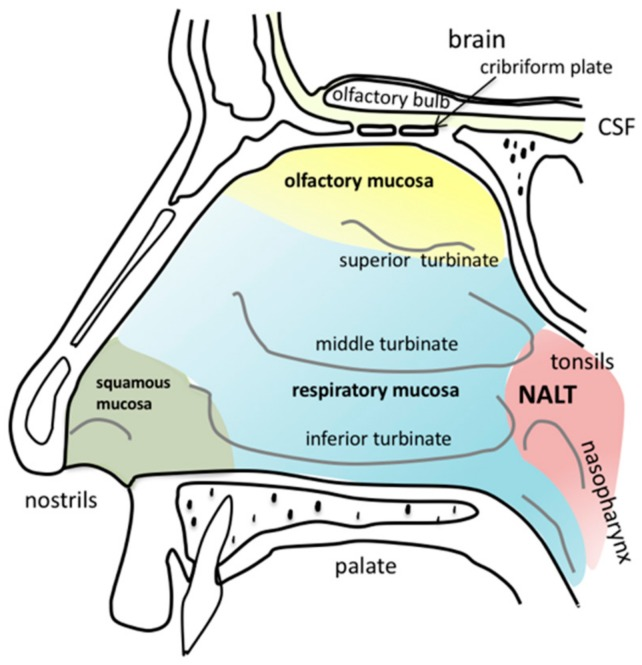
آناتومی حفره بینی انسان

مُخاط بویایی (olfactory mucosa) اندام‌واره‌ای است در بدن برخی جانوران.
مخاط بویایی از روپوشه بویایی، مخاط یا غده‌های مخاط‌دار تشکیل شده است. مخاط بویایی از روپوشه بویایی حفاظت می‌کند و بوها را در خود جذب می‌کند تا نورون‌های گیرنده بویایی بتوانند این بوها را بازشناسی کنند.
در پستانداران، مخاط بویایی در سقف حفره بینی، در بالا و پشت منخرها قرار دارد.